# Beagle (kráter)
Beagle je malý impaktní kráter na planetě Mars nacházející se v oblasti Meridiani Planum, který byl prozkoumán vozidlem Opportunity. Tímto vozem byl lokalizován pomocí obrázků vytvořených v době sol 855 (20. červen 2006) ve vzdálenosti 320 m. Nachází se na okraji vyvrženého materiálu z mnohem většího kráteru Victoria.

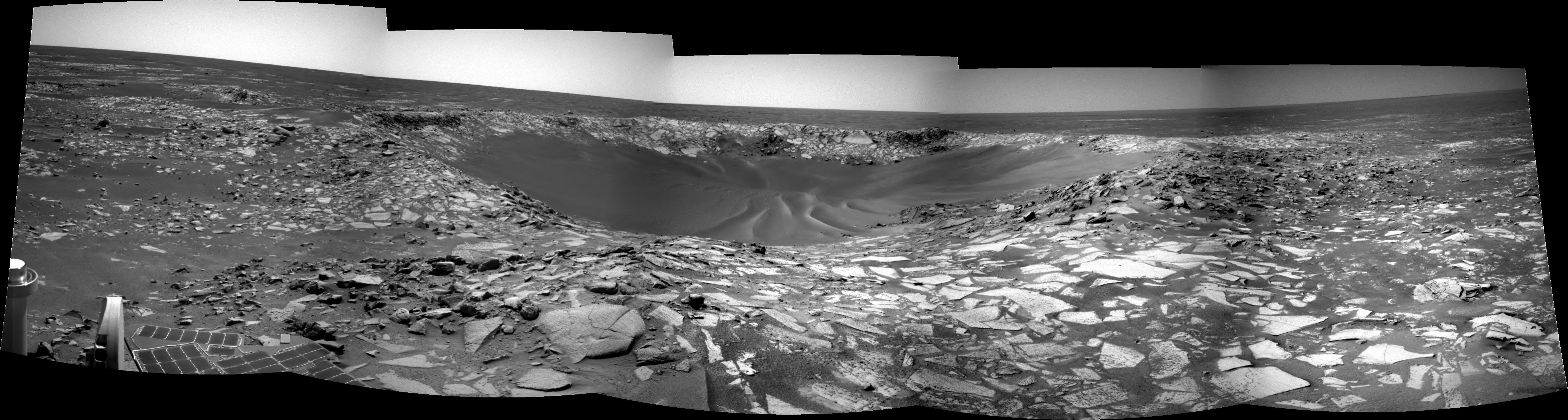
Kamerová mozaika vnitra kráteru Beagle, pořízená při sol 898.

## Další krátery navštívené Opportunity
- Eagle
- Fram
- Endurance
- Argo
- Vostok
- Erebus
- Emma Dean
- Victoria